# Stephanie Inglis
Stephanie Inglis (sinh 3 tháng 11 năm 1988) là một võ sĩ judo người Scotland. Chị giành được huy chương bạc ở nội dung 57 kg nữ môn judo tại Đại hội thể thao Khối Thịnh vượng chung 2014 ở Glasgow .
Ngày 10 tháng 5 năm 2016, Inglis bị tai nạn giao thông ở thành phố Hạ Long, Việt Nam, khi chị đang dạy tiếng Anh cho trẻ em nghèo ở đây trong một chương trình từ thiện. Khi đang đi xe ôm đến trường thì váy của chị bị cuốn vào xe máy, làm chị đập đầu xuống đường và hôn mê khi nhập viện. Tình trạng của chị rất nguy kịch, chỉ còn 5% sống sót.
Gia đình được thông báo rằng bảo hiểm của Inglis không bao gồm chi phí chữa trị tại Việt Nam. Vì vậy, một cuộc quyên góp trực tuyến do võ sĩ judo Scotland Khalid Gehlan mở ở trên trang GoFundMe nhằm hỗ trợ chi phí chữa trị cho chị. Tính đến ngày 15 tháng 5 năm 2016, chỉ sau 3 ngày, cuộc quyên góp đã nhận được hơn 150 ngàn bảng Anh với gần 5000 lượt đóng góp.